# باستين فوستر
باستين فوستر (بالفرنسية: Bastien Fuster)‏ هو لاعب اتحاد الرغبي فرنسي، ولد في 21 يناير 1992.